# Павел Недвед
Па́вел Не́двед (чеськ. Pavel Nedvěd) — чеський футболіст, що грав на позиції півзахисника. Володар Золотого м'яча 2003 — нагороди найкращому футболістові Європи.

## Біографія
Народився 30 серпня 1972 року в чеському місті Хеб (тоді це була Чехословаччина). Юнаком виступав за команди Руда Гвезда Хеб і Шкода (Пльзень). У 1991 році переходить до армійського клубу «Дукла», відбуваючи таким чином військову службу. Після розділення Чехославаччини «Дукла» втрачає колишні провідні позиції у чеському футболі, але Павел тоді вже грав за «Спарту», з якою тричі вигравав чемпіонат Чехії. Він дуже результативно провів сезон 1995/96 забивши 14 голів у 30 матчах. Влітку 1996 року після доброї гри збірної Чехії на Євро-1996 під керівництвом Душана Угріна (вихід у фінал — друге місце), Недвед переходить до римського «Лаціо». В кінці дев'яностих Свен-Йоран Ерікссон створив у Римі дуже сильну команду, яка перемігши в кубку Італії 1997/98, зуміла пробитися до Кубка володарів кубків. Зрештою Лаціо виграло цей трофей, а Павел Недвед забивши у фіналі «Мальорці», ввійшов у історію, як автор останнього голу в історії Кубка володарів кубків.
Збірна Чехії невдало зіграла на чемпіонаті Європи 2000, а на чемпіонат світу 2002 взагалі не зуміла потрапити, програвши двоматчеве плей-офф бельгійцям. Чимало критики прозвучало на адресу капітана команди Недведа — його і Мілана Бароша вигнали з поля за другі жовті картки у кінцівці повторного матчу (поразка 0:1 у Празі).
У 2001 році через фінансові негаразди «Лаціо» змушене було продати свою «зірку» — «Ювентус» заплатив за нього 41,2 млн. євро. Сезон 2002/03 Недвед провів на найвищому рівні, вигравши з клубом чемпіонат Італії і здобувши Золотого м'яча France Football. «Ювентус» того року став фіналістом Ліги чемпіонів завдяки, зокрема, голу Недведа у півфінальному матчі проти Реалу в Турині. Проте, коли до кінця залишалося 9 хвилин, він у центрі поля порушив правила проти Стіва Макманамана і дістав жовту картку. Через перебір карток він не зіграв у фіналі, де «Мілан» переміг у серії післяматчевих пенальті.
На чемпіонаті Європи 2004 в Портуґалії чехи досягли півфіналу, де поступилися Греції згідно з правилом «срібного голу». Недведа замінили ще в першому таймі цього матчу через травму.
Незважаючи на великий корупційний скандал в італійському футболі влітку 2006 року Павел Недвед таки залишився у «Ювентусі». Туринський клуб впевнено переміг у Серії «B»(попри те, що змушений був починав чемпіонат з мінусовою кількістю очок), а досвідчений чеський півзахисник залишався одним із ключових гравців команди.
Завершив ігрову кар'єру по завершенні сезону 2008–2009, після 19 років професійних футбольних виступів.

## Статистика виступів

### Статистика клубних виступів
| Сезон                      | Команда                    | Campionato                 | Campionato | Campionato | Національний кубок | Національний кубок | Національний кубок | Континентальні кубки | Континентальні кубки | Континентальні кубки | Інші змагання | Інші змагання | Інші змагання | Усього за | Усього за |
| Сезон                      | Команда                    | Ліга                       | Ігор       | Голів      | Ліга               | Ігор               | Голів              | Ліга                 | Ігор                 | Голів                | Ліга          | Ігор          | Голів         | Ігор      | Голів     |
| -------------------------- | -------------------------- | -------------------------- | ---------- | ---------- | ------------------ | ------------------ | ------------------ | -------------------- | -------------------- | -------------------- | ------------- | ------------- | ------------- | --------- | --------- |
| 1991–92                    | «Дукла» (Прага)            | 1Л                         | 19         | 3          | -                  | -                  | -                  | -                    | -                    | -                    | -             | -             | -             | 19        | 3         |
| 1992–93                    | «Спарта» (Прага)           | 1Л                         | 18         | 0          | -                  | -                  | -                  | КЧ                   | 5                    | 0                    | -             | -             | -             | 23        | 0         |
| 1993–94                    | «Спарта» (Прага)           | 1Л                         | 23         | 3          | КЧ                 | -                  | -                  | ЛЧ                   | 4                    | 0                    | -             | -             | -             | 27        | 3         |
| 1994–95                    | «Спарта» (Прага)           | 1Л                         | 27         | 6          | КЧ                 | -                  | -                  | ЛЧ                   | 2                    | 0                    | -             | -             | -             | 29        | 6         |
| 1995–96                    | «Спарта» (Прага)           | 1Л                         | 30         | 14         | КЧ                 | -                  | -                  | КУЄФА                | 8                    | 5                    | -             | -             | -             | 38        | 19        |
| Усього за «Спарту» (Прага) | Усього за «Спарту» (Прага) | Усього за «Спарту» (Прага) | 98         | 23         |                    | -                  | -                  |                      | 19                   | 5                    |               | -             | -             | 117       | 28        |
| 1996–97                    | «Лаціо»                    | A                          | 32         | 7          | КІ                 | 3                  | 1                  | КУЄФА                | 3                    | 2                    | -             | -             | -             | 38        | 10        |
| 1997–98                    | «Лаціо»                    | A                          | 26         | 11         | КІ                 | 6                  | 2                  | КУЄФА                | 11                   | 2                    | -             | -             | -             | 43        | 15        |
| 1998–99                    | «Лаціо»                    | A                          | 21         | 1          | КІ                 | 4                  | 0                  | КЧ                   | 8                    | 4                    | СІ            | 1             | 1             | 34        | 6         |
| 1999–00                    | «Лаціо»                    | A                          | 28         | 5          | КІ                 | 6                  | 1                  | ЛЧ                   | 12                   | 1                    | СУ            | 1             | 0             | 47        | 7         |
| 2000–01                    | «Лаціо»                    | A                          | 31         | 9          | КІ                 | 3                  | 1                  | ЛЧ                   | 10                   | 3                    | СІ            | 1             | 0             | 45        | 13        |
| Усього за «Лаціо»          | Усього за «Лаціо»          | Усього за «Лаціо»          | 138        | 33         |                    | 22                 | 5                  |                      | 44                   | 12                   |               | 3             | 1             | 207       | 51        |
| 2001–02                    | «Ювентус»                  | A                          | 32         | 4          | КІ                 | 4                  | 0                  | ЛЧ                   | 7                    | 0                    | -             | -             | -             | 43        | 4         |
| 2002–03                    | «Ювентус»                  | A                          | 29         | 9          | КІ                 | 1                  | 0                  | ЛЧ                   | 15                   | 5                    | СІ            | 1             | 0             | 46        | 14        |
| 2003–04                    | «Ювентус»                  | A                          | 30         | 6          | КІ                 | 4                  | 0                  | ЛЧ                   | 6                    | 2                    | СІ            | 1             | 0             | 41        | 8         |
| 2004–05                    | «Ювентус»                  | A                          | 27         | 7          | КІ                 | 1                  | 0                  | ЛЧ                   | 10                   | 3                    | -             | -             | -             | 38        | 10        |
| 2005–06                    | «Ювентус»                  | A                          | 33         | 5          | КІ                 | 4                  | 0                  | ЛЧ                   | 8                    | 2                    | СІ            | 1             | 0             | 46        | 7         |
| 2006–07                    | «Ювентус»                  | B                          | 33         | 11         | КІ                 | 3                  | 1                  | -                    | -                    | -                    | -             | -             | -             | 36        | 12        |
| 2007–08                    | «Ювентус»                  | A                          | 31         | 2          | КІ                 | 2                  | 1                  | -                    | -                    | -                    | -             | -             | -             | 33        | 3         |
| 2008–09                    | «Ювентус»                  | A                          | 32         | 7          | КІ                 | 3                  | 0                  | ЛЧ                   | 9                    | 0                    | -             | -             | -             | 44        | 7         |
| Усього за «Ювентус»        | Усього за «Ювентус»        | Усього за «Ювентус»        | 247        | 51         |                    | 22                 | 2                  |                      | 55                   | 12                   |               | 3             | 0             | 327       | 65        |
| Усього за кар'єру          | Усього за кар'єру          | Усього за кар'єру          | 502        | 110        |                    | 44                 | 7                  |                      | 118                  | 29                   |               | 6             | 1             | 670       | 147       |

### Статистика виступів за збірну
| Дата       | Місто             | Господарі          | Результат             | Гості                | Турнір                | Голи | Примітки   |
| ---------- | ----------------- | ------------------ | --------------------- | -------------------- | --------------------- | ---- | ---------- |
| 5-6-1994   | Дублін            | Ірландія           | 1 – 3                 | Чехія                | товариський матч      | -    |            |
| 16-8-1995  | Осло              | Норвегія           | 1 – 1                 | Чехія                | Відбір до ЧЄ 1996     | -    |            |
| 6-9-1995   | Прага             | Чехія              | 2 – 0                 | Норвегія             | Відбір до ЧЄ 1996     | -    |            |
| 7-10-1995  | Мінськ            | Білорусь           | 0 – 2                 | Чехія                | Відбір до ЧЄ 1996     | -    |            |
| 15-11-1995 | Прага             | Чехія              | 3 – 0                 | Люксембург           | Відбір до ЧЄ 1996     | -    |            |
| 26-3-1996  | Острава           | Чехія              | 3 – 0                 | Туреччина            | товариський матч      | -    |            |
| 24-4-1996  | Прага             | Чехія              | 2 – 0                 | Ірландія             | товариський матч      | -    |            |
| 29-5-1996  | Зальцбург         | Австрія            | 1 – 0                 | Чехія                | товариський матч      | -    |            |
| 1-6-1996   | Базель            | Швейцарія          | 1 – 2                 | Чехія                | товариський матч      | -    |            |
| 9-6-1996   | Манчестер         | Чехія              | 0 – 2                 | Німеччина            | ЧЄ 1996 - 1-й етап    | -    |            |
| 14-6-1996  | Ліверпуль         | Чехія              | 2 – 1                 | Італія               | ЧЄ 1996 - 1-й етап    | 1    |            |
| 19-6-1996  | Ліверпуль         | Чехія              | 3 – 3                 | Росія                | ЧЄ 1996 - 1-й етап    | -    |            |
| 26-6-1996  | Манчестер         | Чехія              | 0 – 0 д.ч. (6-5 п.п.) | Франція              | ЧЄ 1996 - півфінал    | -    |            |
| 30-6-1996  | Лондон            | Чехія              | 1 – 2                 | Німеччина            | ЧЄ 1996 - Фінал       | -    | 2-е місце  |
| 18-9-1996  | Тепліце           | Чехія              | 6 – 0                 | Мальта               | Відбір до ЧС 1998     | 1    |            |
| 9-10-1996  | Прага             | Чехія              | 0 – 0                 | Іспанія              | Відбір до ЧС 1998     | -    |            |
| 10-11-1996 | Белград           | Югославія          | 1 – 0                 | Чехія                | Відбір до ЧС 1998     | -    |            |
| 26-2-1997  | Подєбради (місто) | Чехія              | 4 – 1                 | Білорусь             | товариський матч      | -    |            |
| 2-4-1997   | Прага             | Чехія              | 1 – 2                 | Югославія            | Відбір до ЧС 1998     | -    |            |
| 8-6-1997   | Вальядолід        | Іспанія            | 1 – 0                 | Чехія                | Відбір до ЧС 1998     | -    |            |
| 20-8-1997  | Тепліце           | Чехія              | 2 – 0                 | Фарерські острови    | Відбір до ЧС 1998     | -    |            |
| 24-8-1997  | Братислава        | Словаччина         | 2 – 1                 | Чехія                | Відбір до ЧС 1998     | -    |            |
| 13-12-1997 | Ер-Ріяд           | Чехія              | 2 – 2                 | ПАР                  | Кубок Конфедерацій    | -    |            |
| 15-12-1997 | Ер-Ріяд           | Чехія              | 1 – 2                 | Уругвай              | Кубок Конфедерацій    | -    |            |
| 17-12-1997 | Ер-Ріяд           | Чехія              | 6 – 1                 | ОАЕ                  | Кубок Конфедерацій    | 2    |            |
| 19-12-1997 | Ер-Ріяд           | Чехія              | 0 – 2                 | Бразилія             | Кубок Конфедерацій    | -    |            |
| 21-12-1997 | Ер-Ріяд           | Чехія              | 1 – 0                 | Уругвай              | Кубок Конфедерацій    | -    | 3-тє місце |
| 19-8-1998  | Прага             | Чехія              | 1 – 0                 | Данія                | товариський матч      | -    |            |
| 6-9-1998   | Тофтір            | Фарерські острови  | 0 – 1                 | Чехія                | Відбір до ЧЄ 2000     | -    |            |
| 14-10-1998 | Тепліце           | Чехія              | 4 – 1                 | Естонія              | Відбір до ЧЄ 2000     | 1    |            |
| 27-3-1999  | Тепліце           | Чехія              | 2 – 0                 | Литва                | Відбір до ЧЄ 2000     | -    |            |
| 31-3-1999  | Глазго            | Шотландія          | 1 – 2                 | Чехія                | Відбір до ЧЄ 2000     | -    |            |
| 28-4-1999  | Варшава           | Польща             | 2 – 1                 | Чехія                | товариський матч      | -    |            |
| 5-6-1999   | Таллінн           | Естонія            | 0 – 2                 | Чехія                | Відбір до ЧЄ 2000     | -    |            |
| 9-6-1999   | Прага             | Чехія              | 3 – 2                 | Шотландія            | Відбір до ЧЄ 2000     | -    |            |
| 18-8-1999  | Дрновіце          | Чехія              | 3 – 0                 | Швейцарія            | товариський матч      | -    |            |
| 4-9-1999   | Вільнюс           | Литва              | 0 – 4                 | Чехія                | Відбір до ЧЄ 2000     | 2    |            |
| 8-9-1999   | Тепліце           | Чехія              | 3 – 0                 | Боснія і Герцеговина | Відбір до ЧЄ 2000     | -    |            |
| 13-11-1999 | Ейндговен         | Нідерланди         | 1 – 1                 | Чехія                | товариський матч      | -    |            |
| 23-2-2000  | Дублін            | Ірландія           | 3 – 2                 | Чехія                | товариський матч      | -    |            |
| 29-3-2000  | Тепліце           | Чехія              | 3 – 1                 | Австралія            | товариський матч      | -    |            |
| 26-4-2000  | Прага             | Чехія              | 4 – 1                 | Ізраїль              | товариський матч      | 2    |            |
| 3-6-2000   | Нюрнберг          | Німеччина          | 3 – 2                 | Чехія                | товариський матч      | -    |            |
| 11-6-2000  | Амстердам         | Нідерланди         | 1 – 0                 | Чехія                | ЧЄ 2000 - 1-й етап    | -    |            |
| 16-6-2000  | Брюгге            | Чехія              | 1 – 2                 | Франція              | ЧЄ 2000 - 1-й етап    | -    |            |
| 21-6-2000  | Льєж              | Чехія              | 2 – 0                 | Данія                | ЧЄ 2000 - 1-й етап    | -    |            |
| 2-9-2000   | Софія (місто)     | Болгарія           | 0 – 1                 | Чехія                | Відбір до ЧС 2002     | -    | кап.       |
| 7-10-2000  | Тепліце           | Чехія              | 4 – 0                 | Ісландія             | Відбір до ЧС 2002     | 2    | кап.       |
| 11-10-2000 | Валлетта          | Мальта             | 0 – 0                 | Чехія                | Відбір до ЧС 2002     | -    | кап.       |
| 28-2-2001  | Скоп'є            | Північна Македонія | 1 – 1                 | Чехія                | товариський матч      | -    | кап.       |
| 24-3-2001  | Белфаст           | Північна Ірландія  | 0 – 1                 | Чехія                | Відбір до ЧС 2002     | 1    | кап.       |
| 28-3-2001  | Прага             | Чехія              | 0 – 0                 | Данія                | Відбір до ЧС 2002     | -    | кап.       |
| 25-4-2001  | Прага             | Чехія              | 1 – 1                 | Бельгія              | товариський матч      | -    | кап.       |
| 2-6-2001   | Копенгаген        | Данія              | 2 – 1                 | Чехія                | Відбір до ЧС 2002     | -    | кап.       |
| 6-6-2001   | Тепліце           | Чехія              | 3 – 1                 | Північна Ірландія    | Відбір до ЧС 2002     | -    | кап.       |
| 15-8-2001  | Дрновіце          | Чехія              | 5 – 0                 | Південна Корея       | товариський матч      | 1    | кап.       |
| 1-9-2001   | Рейк'явік         | Ісландія           | 3 – 1                 | Чехія                | Відбір до ЧС 2002     | -    | кап.       |
| 6-10-2001  | Прага             | Чехія              | 6 – 0                 | Болгарія             | Відбір до ЧС 2002     | 2    | кап.       |
| 10-11-2001 | Брюссель          | Бельгія            | 1 – 0                 | Чехія                | Відбір до ЧС 2002     | -    | кап.       |
| 14-11-2001 | Прага             | Чехія              | 0 – 1                 | Бельгія              | Відбір до ЧС 2002     | -    | кап.       |
| 13-2-2002  | Нікосія           | Кіпр               | 3 – 4                 | Чехія                | товариський матч      | -    | кап.       |
| 17-4-2002  | Яніна             | Греція             | 0 – 0                 | Чехія                | товариський матч      | -    | кап.       |
| 21-8-2002  | Оломоуць          | Чехія              | 4 – 1                 | Словаччина           | товариський матч      | -    | кап.       |
| 6-9-2002   | Прага             | Чехія              | 5 – 0                 | Югославія            | товариський матч      | -    |            |
| 16-10-2002 | Тепліце           | Чехія              | 2 – 0                 | Білорусь             | Відбір до ЧЄ 2004     | -    | кап.       |
| 20-11-2002 | Тепліце           | Чехія              | 3 – 3                 | Швеція               | товариський матч      | -    | кап.       |
| 12-2-2003  | Париж             | Франція            | 0 – 2                 | Чехія                | товариський матч      | -    | кап.       |
| 29-3-2003  | Роттердам         | Нідерланди         | 1 – 1                 | Чехія                | Відбір до ЧЄ 2004     | -    | кап.       |
| 2-4-2003   | Прага             | Чехія              | 4 – 0                 | Австрія              | Відбір до ЧЄ 2004     | 1    | кап.       |
| 11-6-2003  | Оломоуць          | Чехія              | 5 – 0                 | Молдова              | Відбір до ЧЄ 2004     | -    | кап.       |
| 6-9-2003   | Мінськ            | Білорусь           | 1 – 3                 | Чехія                | Відбір до ЧЄ 2004     | 1    | кап.       |
| 10-9-2003  | Прага             | Чехія              | 3 – 1                 | Нідерланди           | Відбір до ЧЄ 2004     | -    | кап.       |
| 11-10-2003 | Відень            | Австрія            | 2 – 3                 | Чехія                | Відбір до ЧЄ 2004     | -    | кап.       |
| 12-11-2003 | Тепліце           | Чехія              | 5 – 1                 | Канада               | товариський матч      | -    | кап.       |
| 18-2-2004  | Палермо           | Італія             | 2 – 2                 | Чехія                | товариський матч      | -    | кап.       |
| 31-3-2004  | Дублін            | Ірландія           | 1 – 2                 | Чехія                | товариський матч      | -    | кап.       |
| 28-4-2004  | Прага             | Чехія              | 0 – 1                 | Японія               | товариський матч      | -    | кап.       |
| 2-6-2004   | Прага             | Чехія              | 3 – 1                 | Болгарія             | товариський матч      | -    | кап.       |
| 6-6-2004   | Тепліце           | Чехія              | 2 – 0                 | Естонія              | товариський матч      | -    | кап.       |
| 15-6-2004  | Авейру            | Чехія              | 2 – 1                 | Латвія               | ЧЄ 2004 - 1-й етап    | -    | кап.       |
| 19-6-2004  | Авейру            | Чехія              | 3 – 2                 | Нідерланди           | ЧЄ 2004 - 1-й етап    | -    | кап.       |
| 27-6-2004  | Порту             | Чехія              | 3 – 0                 | Данія                | ЧЄ 2004 - чвертьфінал | -    | кап.       |
| 1-7-2004   | Порту             | Чехія              | 0 – 1                 | Греція               | ЧЄ 2004 - півфінал    | -    | кап.       |
| 12-11-2005 | Осло              | Норвегія           | 0 – 1                 | Чехія                | Відбір до ЧС 2006     | -    |            |
| 16-11-2005 | Прага             | Чехія              | 1 – 0                 | Норвегія             | Відбір до ЧС 2006     | -    | кап.       |
| 26-5-2006  | Інсбрук           | Саудівська Аравія  | 0 – 2                 | Чехія                | товариський матч      | -    |            |
| 3-6-2006   | Прага             | Чехія              | 3 – 0                 | Тринідад і Тобаго    | товариський матч      | 1    | кап.       |
| 12-6-2006  | Гельзенкірхен     | Чехія              | 3 – 0                 | США                  | ЧС 2006 - 1-й етап    | -    |            |
| 17-6-2006  | Кельн             | Чехія              | 0 – 2                 | Гана                 | ЧС 2006 - 1-й етап    | -    |            |
| 22-6-2006  | Гамбург           | Італія             | 2 – 0                 | Чехія                | ЧС 2006 - 1-й етап    | -    | кап.       |
| 16-8-2006  | Угерске Градіште  | Чехія              | 1 – 3                 | Сербія               | товариський матч      | -    | кап.       |
| Усього     |                   | Матчів (6 місце)   | 91                    |                      | Голів (12 місце)      | 18   |            |

## Титули та досягнення
- Чемпіон Чехословаччини: 1993
- чемпіон Чехії: 1994, 1995
- володар Кубка Чехії: 1996
- Віце-чемпіон Європи: 1996
- володар Кубка Італії: 1998, 2000
- володар Суперкубка Італії: 1998, 2000, 2002, 2003
- володар Кубка володарів кубків:1999
- володар Суперкубка УЄФА: 1999
- чемпіон Італії: 2000, 2002, 2003
- володар Золотого м'яча (2003)
- найкращий футболіст Серії «А» (2003)
- найкращий чеський футболіст року (1998, 2000, 2001, 2002 та 2003)